# Lochranza
Lochranza är en ort i Storbritannien.   Den ligger i kommunen North Ayrshire och riksdelen Skottland, i den nordvästra delen av landet, 600 km nordväst om huvudstaden London. Lochranza ligger 27 meter över havet och antalet invånare är 250. Den ligger på ön Isle of Arran.
Terrängen runt Lochranza är kuperad åt sydväst, men åt nordost är den platt. Havet är nära Lochranza åt nordost. Runt Lochranza är det glesbefolkat, med 12 invånare per kvadratkilometer. I omgivningarna runt Lochranza växer i huvudsak blandskog.